# Сингальское письмо
Синга́льский алфави́т (синг. සිංහල අක්ෂර මාලාව, Siṁhala Akṣara Mālāva) — алфавит сингальского языка. Он используется народом сингалов, населяющим преимущественно Шри-Ланку, а также богослужебными языками пали и санскрит. 
Сингальская письменность, являющаяся разновидностью индийского письма, произошла от брахми и тесно связана с грантхой и кадамбой. Является абугидой.
Сингальская письменность содержит два алфавита: базовый и расширенный. Базовый алфавит, называемый śuddha siṃhala (синг. ශුද්ධ සිංහල) или eḷu hōḍiya (синг. එළු හෝඩිය ), отображает родные для языка фонемы. Для отображения фонем санскрита и пали используется расширенный набор букв, называемый miśra siṃhala (синг. මිශ්‍ර සිංහල).
Базовый алфавит состоит из 33 букв, из которых 12 обозначают гласные и 21 согласные. Расширенный алфавит содержит 54 буквы: 18 гласных и 36 согласных.

## Свойства
Этим письмом пишут слева направо. Сингальское письмо является абугидой, то есть каждый согласный имеет неотъемлемый гласный, который может быть изменён или удалён при помощи специальных дополнительных знаков. При отсутствии дополнительных знаков используется звук [a].
Большинство букв сингальского алфавита имеет округлую, витиеватую форму, прямые линии почти не встречаются. Причина состоит в том, что в древности сингальские тексты писали на сухих пальмовых листьях, а прямые линии привели бы к разрезу листа по жилкам.
Базовый набор букв формирует алфавит śuddha siṃhala (синг. ශුද්ධ සිංහල), который является частью алфавита miśra siṃhala (синг. මිශ්‍ර සිංහල). Этот набор имеет все необходимые буквы для записи классических сингальских текстов, описанных в Sidatsan̆garā (1300 год). Классический сингальский язык называется Eḷu, поэтому и алфавит носит название Eḷu hōdiya (синг. එළු හෝඩිය).

## История и использование
Сингальское письмо является производным от брахми. Оно имеет происхождение из Северной Индии около III века до н. э., но также имеет следы влияния письмён Южной Индии, особенно ранней грантхи.
В городе Анурадхапура были найдены гончарные изделия VI века до н. э. с письменами на пракрите, датируемыми II веком до н. э.
К IX веку н. э. появилась литература на сингальском языке, например, некоторые буддийские тексты, написанные на пали.
Сегодня алфавит используется примерно 16 миллионами человек в самых разных обстановках и контекстах — например, в газетах, на телевидении, в правительственных документах и учебниках.

## Буквы
Серым цветом выделены символы, которые обозначают звуки, отсутствующие в разговорном сингальском языке. Эти символы используются при написании слов, заимствованных из других языков (санскрита, пали, английского).

### Гласные
| #   | Буква | Буква | МФА      | Название      | Комментарии |
| --- | ----- | ----- | -------- | ------------- | --- |
| 1.  |       | අ     | a, ə     | Аянна         | На эту букву слова начинаются чаще всего. Раздел «Аянна» в словаре занимает около 10 процентов объёма. Из составляющих буквы можно выделить присутствующий в большинстве сингальских букв элемент гэтая (синг. узелок), находящийся в левом верхнем углу и с которого начинается написание буквы. Аянна может стоять только в начале слова, так как звук [a] является присущим звуком всех согласных алфавита и внутри слова не обозначается. |
| 2.  |       | ආ     | aː, a    | Дирга аянна   | В середине слова передаётся диакритическим знаком эляпилля. |
| 3.  |       | ඇ     | ɛ        | Эянна         | В середине слова передаётся диакритическим знаком эдапилля. |
| 4.  |       | ඈ     | ɛː       | Дирга эянна   | В середине слова передаётся диакритическим знаком дига эдапилля. |
| 5.  |       | ඉ     | i        | Иянна         | Пишется только в начале слова, в середине слова передаётся диакритическим знаком испилля. |
| 6.  |       | ඊ     | iː       | Дирга иянна   | В середине слова передаётся диакритическим знаком дига испилля. |
| 7.  |       | උ     | u        | Уянна         | В середине слова передаётся диакритическим знаком папилля. В орфографических правилах имеет особенности: с большинством согласных (в том числе с наянна и хаянна) гласная уянна обозначается папиллой, (му, муу), которая изменяет форму с согласными каянна, гаянна, таянна (например, , ку, куу), а также раянна (, ру, руу) и лаянна (, лу, луу).                                                                                          |
| 8.  |       | ඌ     | uː       | Дирга уянна   | В начале слова пишется уянна со знаком гаянукитта, в середине слова передаётся диакритическим знаком дига папилля. В орфографических правилах имеет особенности: с большинством согласных (в том числе с наянна и хаянна) гласная ууянна обозначается дига папиллой, (му, муу), которая изменяет форму с согласными каянна,гаянна, таянна (например, , ку, куу), а также раянна (, ру, руу) и лаянна (, лу, луу).                             |
| 9.  |       | ඍ     | ri, ru   | Ируянна       | IAST — Ṛ, в начале слова читается как «ир», в середине — «ри». В пали не используется, происходит из санскрита. Внутри слова передаётся внутристрочным диакритическим знаком гэтапилля. В старосингальском языке может встречаться вышедшая из употребления буква долгая ируянна — дирга ируянна. |
| 10. |       | ඎ     | riː, ruː | Дирга ируянна | IAST — Ṝ, в начале слова читается как «ир», в середине — «ри». В пали не используется, происходит из санскрита. Внутри слова передаётся внутристрочным диакритическим знаком дига гэтапилля (двойная гэтапилля). |
| 11. |       | ඏ     | li       | Илуянна       | |
| 12. |       | ඐ     | liː      | Дирга илуянна | |
| 13. |       | එ     | e        | Эйянна        | В начале слова пишется эйянна, в середине слова пишется с помощью знака комбува (синг.කොම්බුව). |
| 14. |       | ඒ     | eː       | Дирга эйянна  | В начале слова пишется эйянна со знаком вирама (синг. аллякун), в середине слова пишется с помощью знака комбува и вирама (аллякун). |
| 15. |       | ඓ     | aj       | Айянна        | Обозначает дифтонг «Ай», в начале слова пишется комбува и эйянна, в середине слова пишется комбинация комбу дека (двойная комбува). |
| 16. |       | ඔ     | o        | Оянна         | В начале слова пишется оянна, в середине слова пишется комбинация комбува ха эляпилля (). |
| 17. |       | ඕ     | oː       | Дирга оянна   | В начале слова пишется оянна с вирамой (синг. аллякун), в середине слова пишется комбинация комбува ха халеляпилля (). |
| 18. |       | ඖ     | ɑw       | Ауянна        | Встречается в словах, восходящих к санскриту. В начале слова пишется «оянна ха гаянукитта», в середине слова пишется «комбува ха гаянукитта». |

### Согласные
| #   | Буква | Буква | МФА   | Название                           | Комментарии |
| --- | ----- | ----- | ----- | ---------------------------------- | --- |
| 19. |       | ක     | ka    | Альпапрана каянна (каянна)         | Огласовка: ක, කා, කැ, කෑ, කි, කී, කු, කූ, කෘ, කෙ, කේ, කෛ, කො, කෝ, කෞ, ක්. |
| 20. |       | ඛ     | ka    | Махапрана каянна (каянна баянна)   | |
| 21. |       | ග     | ɡa    | Альпапрана гаянна (гаянна)         | |
| 22. |       | ඝ     | ɡa    | Махапрана гаянна                   | Обозначает придыхательный звонкий велярный взрывной согласный. Относится к малоупотребительным буквам. Огласовка: ඝ, ඝා, ඝැ, ඝෑ, ඝි, ඝී, ඝු, ඝූ, ඝෙ, ඝේ, ඝෛ, ඝො, ඝෝ, ඝෞ, ඝ් . |
| 23. |       | ඞ     | ŋa    | Кантаджа насикайа                  | Является позиционным вариантом фонемы «н» и самостоятельно не используется, в консонантных сочетаниях, вместо кантаджа насикая с аллякуном (вирамом), употребляется анусвара. Для передачи сочетания нга используется лигатура санйака гаянна . |
| 24. |       | ච     | t͡ʃa   | Чаянна (альпапрана чаянна)         | Глухая постальвеолярная аффриката. Акшара-санкхья — 6 (шесть). |
| 25. |       | ඡ     | t͡ʃa   | Махапрана чаянна                   | Придыхательная глухая постальвеолярная аффриката. Акшара-санкхья — 7 (семь). |
| 26. |       | ජ     | d͡ʒa   | Джаянна (джа, джя)                 | Звонкая постальвеолярная аффриката. Акшара-санкхья — 8 (восемь). Огласовка: ජ, ජා, ජැ, ජෑ, ජි, ජී, ජු, ජූ, ජෙ, ජේ, ජෛ, ජො, ජෝ, ජෞ, ජ් . |
| 27. |       | ඣ     | d͡ʒa   | Махапрана джаянна (джха)           | Звонкая постальвеолярная придыхательная аффриката. Относится к редко используемым буквам. |
| 28. |       | ඤ     | ɲa    | Талуджа насикая (ньа)              | Обозначает палатальный носовой согласный. По частотности относится к редким буквам. Другая разновидность буквы — талуджа санйога насикая. |
| 29. |       | ඥ     | [ɡna] | Талуджа санйога насикая            | По происхождению может быть отнесена к лигатурам. В начале слова, так же, как и талуджа насикая, обозначает палатальный носовой согласный (ньа), в середине слова может обозначать лигатуру «гня». Лигатура «гня» этимологически восходит к санскритской лигатуре «джня». По частотности относится к редким буквам. |
| 30. |       | ට     | [ʈa]  | Альпапрана таянна мурдхаджа        | Обозначает ретрофлексный переднеязычный глухой взрывной согласный. Акшара-санкхья — 1 (один). В словаре слов, начинающихся на таянна, очень мало, в основном это заимствования из европейских языков (такси, телефон и пр.). В сингальском букваре мурддхаджа таянна ассоциируется со словом така — трещотка для отпугивания птиц. Огласовки: ට, ටා, ටැ, ටෑ ටි, ටී, ටු, ටූ, ටෙ, ටේ, ටෛ, ටො, ටෝ, ටෞ, ට් . Та (тэ) — окончание сампрадана, дательного падежа. |
| 31. |       | ඨ     | ʈa    | Махапрана таянна мурдхаджа (та)    | Обозначает ретрофлексный придыхательный переднеязычный глухой взрывной согласный. IAST — ṭh. Акшара-санкхья — 2 (два). В сингальском словаре Бельковича есть только одно слово, начинающееся на махапрана таянна мурдхаджа. Огласовка: ඨ, ඨා, ඨැ, ඨෑ, ඨි, ඨී, ඨු, ඨූ, ඨෙ, ඨේ, ඨෛ, ඨො, ඨෝ, ඨෞ, ඨ් . Буква «ඨ» изображена на логотипе Википедии. |
| 32. |       | ඩ     | ɖa    | Мурдхаджа даянна (да)              | Обозначает ретрофлексный переднеязычный звонкий взрывной согласный. IAST — Ḍ ḍ. Акшара-санкхья — 3 (три). По частотности мурддхаджа даянна относится к редким буквам. Огласовка: ඩ, ඩා, ඩැ, ඩෑ, ඩි, ඩී, ඩු, ඩූ, ඩෙ, ඩේ, ඩෛ, ඩො, ඩෝ, ඩෞ . |
| 33. |       | ඪ     | ɖa    | Махапрана даянна мурдхаджа (дха)   | Обозначает ретрофлексный придыхательный переднеязычный звонкий взрывной согласный. Акшара-санкхья — 4 (четыре). По частотности относится к редким буквам. |
| 34. |       | ණ     | ɳa    | Мурдхаджа наянна (на)              | Перед другими церебральными буквами обозначает ретрофлексный носовой согласный, в остальных случаях передаёт переднеязычный носовой согласный. IAST — ṇ. Акшара-санкхья — 5 (пять). Словарная последовательность огласовок: ණ, ණා, ණැ, ණෑ, ණි, ණී, ණු, ණූ, ණෙ, ණේ, ණෛ, ණො, ණෝ, ණෞ, ණ් . У имён существительных оканчивающихся на мурддхаджа наянну при образовании множественного числа гласный звук «А» переходит в «У». Пример: мухуна — лицо, мухуну — лица. |
| 35. |       | ත     | t̪a    | Таянна (та)                        | Обозначает глухой альвеолярный взрывной согласный. Акшара-санкхья — 6 (шесть). В сингальском букваре ассоциируется со словом тару (рус. звёзды). |
| 36. |       | ථ     | t̪a    | Махапрана таянна (тха)             | Обозначает придыхательный глухой альвеолярный взрывной согласный. Акшара-санкхья — 7 (семь). По частотности относится к редким буквам. |
| 37. |       | ද     | d̪a    | Даянна (да)                        | Обозначает звонкий альвеолярный взрывной согласный. Акшара-санкхья — 8 (восемь). В сингальском букваре ассоциируется со словом дара (рус. дрова). |
| 38. |       | ධ     | d̪a    | Махапрана даянна (дха)             | Обозначает придыхательный звонкий альвеолярный взрывной согласный. Акшара-санкхья — 9 (девять). |
| 39. |       | න     | na    | Дантаджя наянна (на)               | Обозначает переднеязычный носовой согласный /n/. Огласовка: න, නා, නැ, නෑ, නි, නී, නු, නූ, නෙ, නේ, නෛ, නො, නෝ, නෞ, න් . Классическая грамматика сингальского языка Сидатсангарава (синг.සිදත්සඟරාව) эту букву относят к разряду божественных (дэвакшара). |
| 40. |       | ප     | pa    | Паянна (па)                        | Глухой губно-губной взрывной согласный. Акшара-санкхья — 1 (один). |
| 41. |       | ඵ     | pa    | Махапрана паянна                   | Придыхательный глухой губно-губной взрывной согласный. Акшара-санкхья — 2 (два). |
| 42. |       | බ     | ba    | Баянна                             | Звонкий губно-губной взрывной согласный. Акшара-санкхья — 3 (три). Графически близка букве махапрана каянна, омоглифия «кха-ба» характерна для сингальского и гуджарати. |
| 43. |       | භ     | ba    | Махапрана баянна (бха)             | Обозначает придыхательный звонкий губно-губной взрывной согласный. Акшара-санкхья — 4 (четыре). |
| 44. |       | ම     | ma    | Маянна (ма)                        | Губно-губной носовой согласный. Акшара-санкхья — 5 (пять). |
| 45. |       | ය     | ja    | Йаянна (йа)                        | Обозначает палатальный аппроксимант. Акшара-санкхья — 1 (один). |
| 46. |       | ර     | ra    | Раянна                             | Обозначает альвеолярный дрожащий согласный. В орфографических правилах с раянной связаны некоторые особенности. Так, правописание раянны со знаком эдапилля имеет два варианта употребления. Стандартное положение эдапилли является огласовкой буквы уянна: (ру, руу). Более высокое положение эдапилли относительно строчки является огласовкой буквы эянна: (рэ, рээ). В лигатурах, в зависимости от местоположения раянны в слоге, изменяется форма её знака. Перед согласной изображается надстрочным контактным знаком репхая: . После согласной изображается подстрочным контактным знаком ракарамшая: . Примеры: лигатуры рра, рья и кра: |
| 47. |       | ල     | la    | Лаянна (дантаджа лаянна)           | Акшара-санкхья — 3 (три). |
| 48. |       | ව     | ʋa    | Ваянна (ва)                        | Акшара-санкхья — 4 (четыре). |
| 49. |       | ශ     | sa    | Талуджа саянна (ща)                | Обозначает глухой постальвеолярный сибилянт [ʃ]. В пали не используется. Акшара-санкхья — 5 (пять). |
| 50. |       | ෂ     | sa    | Мурдхаджа саянна (ша)              | Обозначает глухой ретрофлексный шипящий согласный [ʂ]. В пали не используется. По частотности относится к более редким, чем талуджа саянна. Акшара-санкхья — 6 (пять). |
| 51. |       | ස     | sa    | Дантаджа саянна (зубная са)        | Акшара-санкхья — 7 (семь). |
| 52. |       | හ     | ha    | Хаянна (ха)                        | Акшара-санкхья — 8 (восемь). |
| 53. |       | ළ     | ɭa    | Муддхаджа лаянна (церебрельная ла) | В разговорном языке не имеет отличий от простой лаянны (зубной), использование мурддхаджа лаянны в письменном языке определяется орфографической традицией. В словаре есть небольшое количество слов, начинающихся на эту букву. В орфографических правилах имеет особенности: с гласной уянна очертание муддхаджи лаянны изменяет форму: (лу, луу) |
| 54. |       | ෆ     | fa    |                                    | Современная добавочная буква сингальского алфавита, обозначает глухой губно-зубной спирант /f/, используется для транскрипции и передачи иностранных слов, её можно встретить в сингальско-английской транскрипции словаря Гунапалы Малаласекара. |

## Кодировка в Юникоде
| Сингальское письмо[1][2] Официальная таблица символов Консорциума Юникода (PDF)                            |   |   |   |   |   |   |   |   |   |   |   |   |   |   |   |   |
| | 0 | 1 | 2 | 3 | 4 | 5 | 6 | 7 | 8 | 9 | A | B | C | D | E | F |
| U+0D8x |   | ඁ  | ං  | ඃ  |   | අ | ආ | ඇ | ඈ | ඉ | ඊ | උ | ඌ | ඍ | ඎ | ඏ |
| U+0D9x | ඐ | එ | ඒ | ඓ | ඔ | ඕ | ඖ |   |   |   | ක | ඛ | ග | ඝ | ඞ | ඟ |
| U+0DAx | ච | ඡ | ජ | ඣ | ඤ | ඥ | ඦ | ට | ඨ | ඩ | ඪ | ණ | ඬ | ත | ථ | ද |
| U+0DBx | ධ | න |   | ඳ | ප | ඵ | බ | භ | ම | ඹ | ය | ර |   | ල |   |   |
| U+0DCx | ව | ශ | ෂ | ස | හ | ළ | ෆ |   |   |   | ්  |   |   |   |   | ා  |
| U+0DDx | ැ  | ෑ  | ි  | ී  | ු  |   | ූ  |   | ෘ  | ෙ  | ේ  | ෛ  | ො  | ෝ  | ෞ  | ෟ  |
| U+0DEx |   |   |   |   |   |   | ෦ | ෧ | ෨ | ෩ | ෪ | ෫ | ෬ | ෭ | ෮ | ෯ |
| U+0DFx |   |   | ෲ  | ෳ  | ෴ |   |   |   |   |   |   |   |   |   |   |   |
| Примечания 1.^ По состоянию на версию 15.0. 2.^ Серые клетки обозначают зарезервированные кодовые позиции. |   |   |   |   |   |   |   |   |   |   |   |   |   |   |   |   |

## Поддержка в компьютерах
В сущности, поддержка сингальского шрифта менее разработана, чем, например, поддержка деванагари. Обычной проблемой является прорисовка диакритических знаков, которые пишутся перед согласным, либо знаков, которые могут принимать различные формы.
В Windows XP поддержка сингальского языка не включена, в отличие от тамильского или хинди. Помимо установки шрифта Iskoola Pota требуется обновить библиотеку usp10.dll. По состоянию на 2010-09-21 с Windows XP-SP3 совместима usp10.dll v1.626.7600.20796. В браузере IEv8 для корректного отображения сингальского текста требуется включать режим совместимости. Для ввода/редактирования текста требуется Sinhala Enabling Pack for XP.
Все версии Windows Vista поставляются с поддержкой сингальского шрифта и не требуют установки дополнительных шрифтов.
В GNU/Linux переключатель метода ввода SCIM позволяет использовать сингальский шрифт в таких приложениях как терминалы или браузеры.